# Trioxys exareolatus
Trioxys exareolatus är en stekelart som först beskrevs av Henry Lorenz Viereck 1917.  Trioxys exareolatus ingår i släktet Trioxys och familjen bracksteklar. Inga underarter finns listade i Catalogue of Life.